# Парламентские выборы в ФРГ (1953)
Выборы в Бундестаг 1953 года — вторые демократические выборы в ФРГ (Западной Германии), состоявшиеся 6 сентября. Лидером по числу набранных голосов и по числу занятых мест в Бундестаге был Христианско-демократический союз. Канцлером остался Конрад Аденауэр.
Эти выборы были последними перед тем, как Саар присоединился к Западной Германии в 1957 году.
Явка составила 86,0 %.

## Предвыборная кампания
Социал-демократическая партия Германии (СДПГ) начала свою компанию с новым претендентом на пост канцлера — Эрихом Олленхауэром, который стал председателем партии и главной депутатской группы после смерти Курта Шумахера, благодаря чему партия смогла получить 28,8 % голосов против 29,2 % на предыдущих выборах.
ХДС/ХСС во главе Конрада Аденауэра получили 45,2 % голосов против 31,0 %, полученных на предыдущих выборах, что позволило сформировать сильнейшую депутатскую группу в парламенте. Хоть ХДС/ХСС и была нужна только одна партия для формирования коалиции, Аденауэр принял решение о продолжении коалиции с СвДП и ДП, находящиеся у власти с 1949 года, при этом включив в неё ОГ/СИБ, что дало правительству Аденауэра около 2/3 всех имеющихся голосов в парламенте.
Также, в отличие от предыдущих выборов, где 5 % барьер был установлен только на уровне земли, на этих началась практика установления 5 % барьера на федеральном уровне. Так, согласно положению о мандате 1953 года, партия должна была победить хотя бы в одном избирательном округе, чтобы не попасть под действие новых условий о барьере. С 1957 года число округов, необходимых для обхода барьера, повысится до трёх.
Не менее важным стал Федеральный закон о выборах от 25.06.1953 г., который ввёл второй голос для избирателей.
По данным Берлинского центра документации, 129 из 487 депутатов Бундестага II созыва были бывшими членами НСДАП.

## Результаты выборов

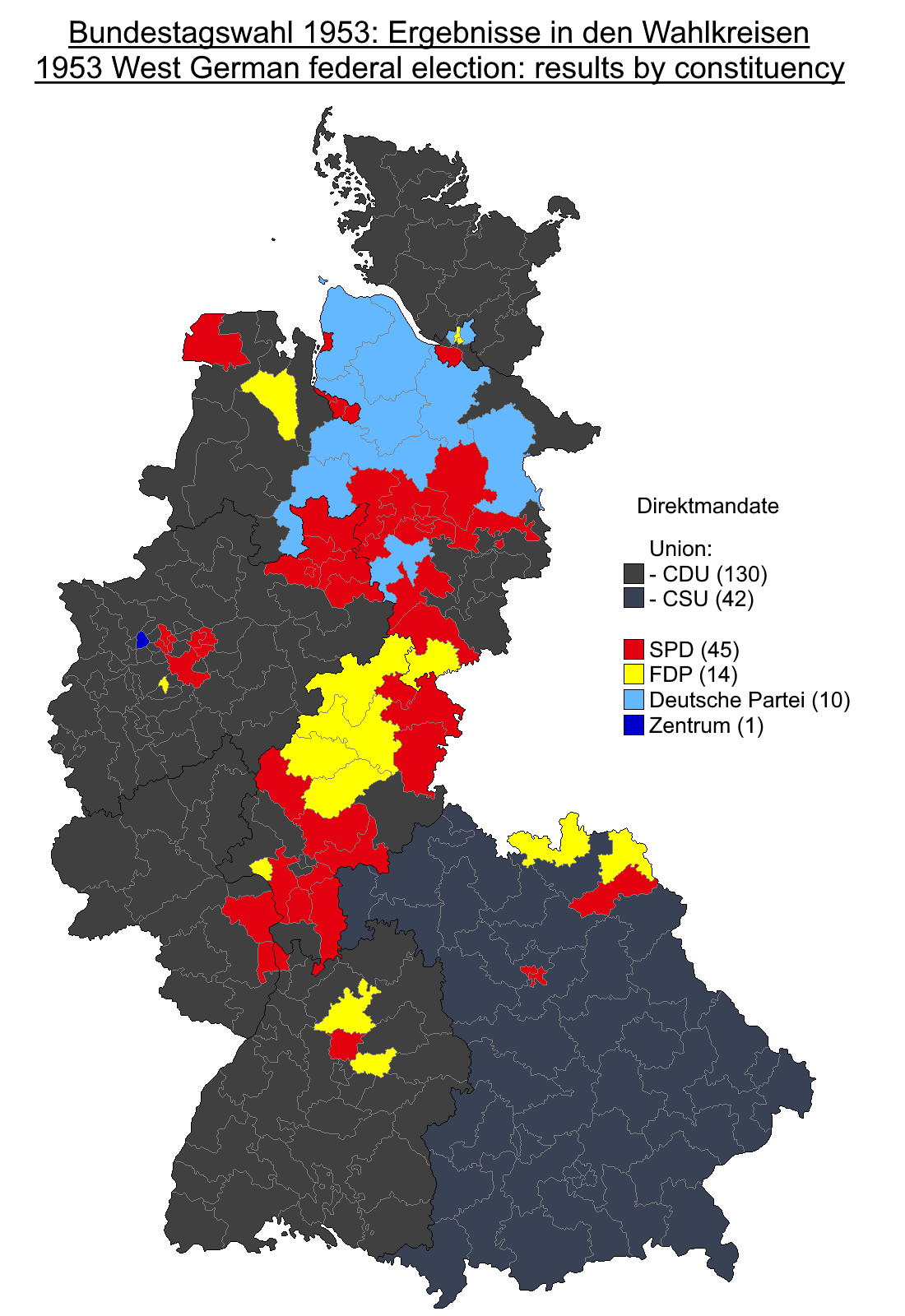
Результаты по округам по первым голосам. Серый цвет обозначает места, выигранные ХД /ХСС; красным обозначены места, выигранные СДПГ; жёлтым обозначены места, выигранные СвДП; голубым цветом обозначены места, выигранные немецкой партией; темно-синий обозначает место, выигранное партией центра.

| Партия                                                                              | Лидер           | Голосов    | %      | Мест | Δ    |
| ----------------------------------------------------------------------------------- | --------------- | ---------- | ------ | ---- | ---- |
| ХДС (CDU)                                                                           | Конрад Аденауэр | 10 016 594 | 36,4 % | 191  | ▲ 76 |
| СДПГ (SPD)                                                                          | Эрих Олленхауэр | 7 944 943  | 28,8 % | 151  | ▲ 20 |
| СвДП (FDP)                                                                          |                 | 2 629 163  | 9,5 %  | 48   | ▼ 4  |
| ХСС (CSU)                                                                           |                 | 2 427 387  | 8,8 %  | 52   | ▲ 28 |
| Общегерманский блок (GB/BHE)                                                        |                 | 1 616 953  | 5,9 %  | 27   | ▲ 27 |
| Немецкая партия (DP)                                                                |                 | 1 073 031  | 3,3 %  | 15   | ▼ 2  |
| КПГ (KPD)                                                                           |                 | 611 317    | 2,2 %  | 0    | ▼ 15 |
| Партия Баварии (BP)                                                                 |                 | 465 641    | 1,7 %  | 0    | ▼ 17 |
| Общегерманская народная партия (GVP)                                                |                 | 318 475    | 1,2 %  | 0    |      |
| Немецкая имперская партия (DRP)                                                     |                 | 295 739    | 1,1 %  | 0    | ▼ 5  |
| Партия Центра (DZP)                                                                 |                 | 217 078    | 0,8 %  | 3    | ▼ 7  |
| Руководящий орган Национальной коллекции (DNS)                                      |                 | 70 726     | 0,3 %  | 0    |      |
| Союз южношлезвигских избирателей (SSW)                                              |                 | 44 585     | 0,2 %  | 0    | ▼ 1  |
| Шлезвиг-Гольштейнская крестьянская и сельскохозяйственная рабочая демократия (SHLP) |                 | 6 269      | 0 %    | 0    |      |
| Союз Отечества (VU)                                                                 |                 | 2 531      | 0 %    | 0    |      |
| Партия хороших немцев (PdgD)                                                        |                 | 654        | 0 %    | 0    |      |
| Группы избирателей / Индивидуальные кандидаты                                       |                 | 17 185     | 0,1 %  |      |      |

## Малые партии
Среди оставшихся партий, получивших места, были GB/BHE, которая прошла в Бундестаг с 5,9 % и 27 членами парламентских групп, и Немецкая партия (DP), получившая 3,3 % голосов и 15 членов парламентской группы. Причиной данной победы оказалось Положение об основном мандате, которая таким образом позволило заполучить как минимум 15 мест малым партиям.
Оставшиеся три депутата перешли в бундестаг от Центристской партии. Хотя она и получила только 0,8 % голосов, но вместе со своим кандидатом Брокманном она всё же смогла поучаствовать в прямых выборах в избирательном округе Оберхаузен и, следовательно, продвинулась вместе со списком кандидатов в Бундестаг. Одним из членов списка был член ХДС Мартин Хейкс из Оберхаузена, который отказался от кандидатуры в своем избирательном округе в пользу центра и в свою очередь был избран по государственному списку центра.
получить прямое участие в избирательном округе Оберхаузен и, следовательно, продвинулась вместе со списком кандидатов в Бундестаг. Одним из членов списка был член ХДС Мартин Хейкс из Оберхаузена, который отказался от кандидатуры в своем избирательном округе в пользу центра и в свою очередь был избран по государственному списку центра. Он также напрямую присоединился к парламентской группе ХДС / ХСС.
Большая же часть депутатов малых партий не смогли пройти в парламент ввиду нового порога на федеральном уровне.